# Shadun
Shadun (kinesiska: 沙墩镇, 沙墩) är en köping i Kina. Den ligger i provinsen Shandong, i den östra delen av landet, omkring 240 kilometer sydost om provinshuvudstaden Jinan. Antalet invånare är 47164. Befolkningen består av 23 089 kvinnor och 24 075 män. Barn under 15 år utgör 15,0 %, vuxna 15-64 år 74 %, och äldre över 65 år 9,0 %.
Genomsnittlig årsnederbörd är 1 023 millimeter. Den regnigaste månaden är juli, med i genomsnitt 314 mm nederbörd, och den torraste är januari, med 8 mm nederbörd.